# Comorella
Comorella là một chi nhện trong họ Linyphiidae.